# Psilanthus
Psilanthus es un género con 29 especies de plantas con flores perteneciente a la familia Rubiaceae.

## Especies seleccionadas
- Psilanthus bababudanii
- Psilanthus bengalensis
- Psilanthus bicarinatus
- Psilanthus bridsoniae
- Psilanthus cochinchinensis
- Psilanthus comoensis

## Sinonimia
- Cofeanthus, Paracoffea